# Малинка (приток Становки)
Мали́нка — малая река Московской области России.
Протекает в южном направлении в Муниципальном округе Шаховская. Берёт начало тремя истоками рядом с одноимённой деревней Малинки и урочищем Варварино. Является притоком реки Становки. Река пересыхает.
Длина — около 6 км. Перепад высот берегов вдоль русла реки не более 25 метров (абсолютные высоты между 210 и 230 метрами).
Питание в основном происходит за счёт талых снеговых вод. Замерзает обычно в середине ноября, вскрывается в начале-середине апреля.
Протекает через разобранную в 2009 году ветвь Княжегорской узкоколейной железной дороги.